# Loksim3D
Loksim3D este un simulator feroviar și în același timp un joc pe calculator produs în Germania, cu licență freeware. Versiunea actuală a programului este 2.8.

## Istoric și funcționalități
Spre deosebire de celălalte simulatoare feroviare comerciale ca Microsoft Train Simulator sau Trainz, Loksim3D oferă un grad ridicat de realism în simulare. Scopul simulatorului fiind redarea cât mai realista a întregului proces de conducere a unei locomotive, singura perspectivă oferită în cadrul jocului fiind cea din cabina de conducere a locomotivei. Printre particilaritățile simulatorului se numără implementarea sistemelor de siguranță feroviară (specifice Germaniei Indusi/PZB,LZB Sifa cât și o parte din cele specifice Cehiei, LVZ) în cadrul simulatorului.
O importanță deosebită în simulare a fost oferită detaliilor de fizică. Astfel atât parametrii locomotivelor (viteză maximă, greutate, raportul treptelor de viteză ale locomotivei, etc.) cât și cei ai spațiului încojurător (gradul de înclinare, tipul de șină, luminozitate, etc.) putând fi personalizate și fidel redate.
Loksim3D poate simula condiții atmosferice speciale precum ceața, totuși nu dispune de simulare pentru ninsoare sau ploaie.

## Download și add-onuri
Programul este downloadabil gratuit de pe situl oficial, dispunând de add-onuri ce pot fi downloadate în formatul ZIP. Contra unei sume modice de bani, de pe situl oficial al simulatorului se poate cumpăra un CD cu toate add-onurile din istoria Loksim3D.

## Editor
Simulatorul dispune de un editor cu care puteți modifica hărțile jocului sau crea hărți noi. De asemenea se pot crea locomotive noi sau obiecte precum macazuri, bariere și alte elemente auxiliare simulării (blocuri, copaci, etc.). Folosirea editorului nu este dificilă, însă obținerea unor poze și date audio pentru add-onul dumneavoastră poate face diferența. De altfel este cunoscut faptul că pentru a putea publica add-onul propriu pe situl oficial al simulatorului trebuie sa primiți acceptul creatorilor simulatorului. Totuși postarea propriilor addonuri pe situri terțe este acceptată.

## Cerințe de sistem
Simulatorul este compatibil cu:
- Sistem de Operare: de la Windows XP până la Windows 7
- Procesor: de la aproximativ Pentium IV
- Memorie RAM: ca. 1024 MB

Datele sunt aproximative, configurația sistemului si placa grafică având un rol important.